# Amparanoia
Amparanoia — испанская рок-группа, существовавшая в 1996—2006 годах, а также артистический псевдоним её солистки Ампаро Санчес (исп. Amparo Sánchez). Творчество группы охватывает широкий спектр музыкальных жанров: альтернативный рок, регги, фолк, ска, кумбия, даб.

## История
Основательница группы, Ампаро Санчес, родилась в Гранаде в 1969 году. Свою музыкальную карьеру она начала в возрасте 16 лет в составе группы Correcaminos. Санчес пробовала себя в разных жанрах: блюз, соул, рок, и джаз. В начале 1990-х годов она основала группу Amparo & the Gang. В 1993 году вышел в свет дебютный альбом группы, Haces Bien, который, однако, не имел коммерческого успеха. В 1995 году Amparo & the Gang распались и Санчес переехала в Мадрид, где выступала в ночных клубах. В этот период она начала экспериментировать с кубинской музыкой и другими карибскими стилями.
В испанской столице Санчес основала группу Ampáranos del Blues, с которой гастролировала по Испании и югу Франции. В декабре 1996 года её группа (к тому времени сменившая название на Amparanoia) записала свой первый демо и подписала контракт с лейблом Edel. В 1997 вышел дебютный альбом Amparanoia, El Poder de Machin, а в 1999 году второй альбом группы — Feria Furiosa. В 2000 году Санчес выступила с сольным проектом, записав альбом детских песен Los Bebesones.
В 2000 году Санчес совершила поездку в Мексику, где вошла в контакт с сапатистами и вдохновилась их идеями. По возвращении в Испанию, она собрала небольшую группу музыкантов, разделявших её взгляды, и отправилась в музыкальное турне с целью сбора средств для помощи движению сапатистов.
В 2002 году Amparanoia выпустила свой третий альбом, Somos Viento, стиль которого критики охарактеризовали как смесь кубинской музыки и регги. В 2003 году в свет вышел четвёртый альбом группы, Enchilado. В том же году Amparanoia, вместе с группой Calexico, записала песню Don't Leave Me Now, которая в 2004 году вышла на сборнике Rebeldía con Alegría. В 2006 году Amparanoia выпустила свой пятый и последний альбом, La Vida Te Da.
В 2010 году Ампаро Санчес издала свой дебютный сольный альбом Tucson-Habana.

## Отзывы
Дебютный альбом Amparanoia, El Poder de Machín, музыкальные критики назвали «ярким, живым… с сильным влиянием латинской музыки», а выпущенный в 2002 году Somos Viento был охарактеризован как «смесь кубинской музыки и регги».

## Дискография

### Альбомы
- El Poder de Machín 1997
- Feria Furiosa 1999
- Somos Viento 2002
- Enchilao 2003
- Rebeldía con Alegría 2004
- La Vida Te Da 2006
- Seguiré caminando 2008
- Tucson-Habana 2010

### Синглы
- Hacer Dinero 1997
- En La Noche 1997
- Me Lo Hago Sola 1997
- Que Te Den 1998
- ¿Que Será De Mí? 1999
- Desperado 1999
- La Pared 1999
- La Maldición 1999
- Llámame Mañana 2000
- La Fiesta 2002
- Somos Viento 2002
- Mar Estrecho 2002
- Ella Baila Bembe" 2002
- Dolor Dolor" 2003
- Dolor Dolor Alerta Trabajar 2003
- Caravane 2004
- Don’t Leave me Now 2003
- La Vida te Da 2006
- La Vida te Da (corte ingles) 2006

### Сотрудничество
- Més raons de pes. El tribut a Umpah-Pah. 2009

## Участники группы 1997—2008
1. Ампаро Санчес (вокал, гитара) 1996
2. Eldys Isak Vega (piano, drums, percussion) 1998—2006
3. Jose Alberto Varona (trumpet) 1999
4. Томас Рундквист (гитара, ситар) 2001—2003
5. Carmen Niño (bass, chorus) 2000
6. Frank Padilla (drums, percussion) 2000—2003
7. Vesko Kountchev (viola, percussion) 2001 −2008
8. Susana Ruiz (voice, chorus) 2001—2002
9. Jairo Zavala (guitar) 1997
10. Jordi Mestres (double bass, guitar) 2005
11. Daniel Tejedor (drums) 2005
12. Robert Johnson (guitar) 1997—1999
13. Piluca la Terremoto (voice, chorus) 1997—1999
14. Yago Salorio (bass) 1997—1999
15. Andrés Cisneros (percussion) 1997—1998
16. Sito Camacho (percussion) 1997—1998
17. Alfonso Rivas (percussion) 1998—1999
18. Namsan Fong (guitar) 2004—2005
19. Caridad Borges (piano) 2004—2005
20. Nestor «el Yuri» (percussion) 2006
21. Lazaro Ordoñez (trombon) 2008
22. Oscar Ferret (piano) 2008
23. Joel Dominguez (bajo) 2008